# Worstelen op de Paralympische Zomerspelen
Worstelen is een van de sporten die op het programma van de Paralympische Spelen hebben gestaan.
In 1980 tijdens de Zomerspelen in Arnhem stond worstelen voor het eerst op het programma, en in 1984 in Stoke Mandeville (Verenigd Koninkrijk) en New York (Verenigde Staten) voor de tweede en laatste keer. Er werd alleen door mannen in verschillende gewichtsklassen gestreden.

## Gewichtsklassen
- tot 48 kg
- tot 52 kg
- tot 57 kg
- tot 62 kg
- tot 68 kg
- tot 74 kg
- tot 82 kg
- tot 90 kg
- tot 100 kg
- boven 100 kg (alleen in 1980)

Arnhem 1980 ·
New York & Stoke Mandeville 1984